# Фред Лейхтер
Фред Лейхтер (англ. Fred Arthur Leuchter, Jr.нар. 1954 р.) — американський фахівець з газових камер системи виконання покарань. Брав участь у проектуванні й установці кількох газових камер в США. За завданням Ернста Цюнделя інспектував Аушвіц, Майданек, Дахау, Гартгейм і інші так звані «табори смерті». Автор викривальних «Звітів Лейхтера» (I, II, III і IV), багатьох статей і відеофільмів, заснованих на матеріалах інспекцій. Сенсаційний свідок на процесі Цюнделя у справі про заперечення голокосту в 1988 році. Був заарештований і утримувався під вартою в Німеччині.
Щоб захистити обвинуваченого в Канаді Ернста Цюнделя Лейхтер за власною ініціативою самостійно провів дослідження руїн газових камер в кількох нацистських концтаборах. У лютому 1988 року Лейхтер поїхав до Польщі разом з дружиною Кароліною, відеооператором Юргеном Нейманом, малювальником Говардом Міллером і перекладачем з польської Тюдаром Рудольфом, щоб упевнитися, чи дійсно газові камери в Освенцимі I, Освенцімі-Біркенау і Майданеку були задумані як місце страти.

## Освіта та кар'єра
Він отримав ступінь бакалавра гуманітарних наук з історії в Бостонському університеті в 1964 році, а потім закінчив аспірантуру в Гарвард-Смітсонівській астрономічній обсерваторії. Лейхтер має патенти на геодезичні прилади та електронний секстант. Лейхтер заявляв, що він не інженер і не хоче вводити в оману людей про його професійний досвід. За даними New York Times, перед продажем обладнання для виконання покарань Лейхтер був дилером військової техніки спостереження..

## Матеріали Лейхтера
- Fred A. Leuchter, The Leuchter Report: The First Forensic Examination of Auschwitz, With a Foreword by David Irving, London, Focal Point Publications, 1989 (ISBN 1-872197-00-0).
- Fred Leuchter & Robert Faurisson, The Second Leuchter Report, The Journal of Historical Review, Vol. 10, No.3 Fall, 1990.
- Fred Leuchter, The Third Leuchter Report: A Technical Report on the Execution Gas Chamber at Mississippi State Penitentiary Parchman, Mississippi, Toronto, Samisdat Publishers.
- Fred A. Leuchter Jr., The Fourth Leuchter Report: An Engineering Evaluation of Jean-Claude Pressac's Book Auschwitz: Technique and Operation of the Gas ChambersHamilton, Ontario, History Buff Books and Video.
- Fred A. Leuchter, Robert Faurisson, Germar Rudolf, The Leuchter Reports: Critical Edition, Chicago, Theses & Dissertations Press, 2005 (ISBN 1-59148-015-9).

## Медіа
- FRED LEUCHTER on RADIO FREEDOM (part1)
- FRED LEUCHTER on RADIO FREEDOM (part2)